# Socognathus
Socognathus es un género extinto de lagartos poliglifanodontes pertenecientes a la familia de los camópsidos que contiene especies que vivieron a mediados del Campaniense hasta finales del Maastrichtiense. Varios especímenes de la especie tipo, Socognathus unicuspis, han sido hallados en Alberta, Canadá. Una segunda especie, Socognathus brachyodon es conocida de los depósitos del Maastrichtiano de la Formación Lance, en lo que hoy es Wyoming, Estados Unidos.